# Grand Isle (Maine)
Grand Isle es un pueblo ubicado en el condado de Aroostook en el estado estadounidense de Maine. En el Censo de 2010 tenía una población de 467 habitantes y una densidad poblacional de 5,1 personas por km².

## Geografía
Grand Isle se encuentra ubicado en las coordenadas 47°15′24″N 68°8′10″O / 47.25667, -68.13611, al norte del estado, junto a la frontera con Nuevo Brunswick, Canadá. Según la Oficina del Censo de los Estados Unidos, Grand Isle tiene una superficie total de 91,62 km², de la cual 89,58 km² corresponden a tierra firme y (2,23%) 2,04 km² es agua.

## Demografía
Según el censo de 2010, había 467 personas residiendo en Grand Isle. La densidad de población era de 5,1 hab./km². De los 467 habitantes, Grand Isle estaba compuesto por el 98.5% blancos, el 0.43% eran afroamericanos, el 0.43% eran amerindios, el 0% eran asiáticos, el 0% eran isleños del Pacífico, el 0% eran de otras razas y el 0.64% pertenecían a dos o más razas. Del total de la población el 0% eran hispanos o latinos de cualquier raza.